# 小川浩 (英語学者)
小川 浩（おがわ ひろし、1942年 - ）は、日本の英語学者。専門は英語史、文献学。東京大学名誉教授。

## 人物・経歴
1965年九州大学文学部卒業。1970年九州大学大学院文学研究科博士課程単位取得退学。1976年大阪大学助教授。1985年東京都立大学文学博士。1991年東京大学教養学部教授。1998年東京大学教養学部図書館長。2004年東京大学名誉教授。専門は英語史、中世英語文献学。

## 著書
- 『古英語散文史研究』南雲堂 2000年
- "Language and Style in Old English Composite Homilies " Arizona State University 2010年